# ایستانا نگارا قدیم
ایستانا نگارا قدیم (انگلیسی: Old Istana Negara) یا موزه سلطنتی (به مالایی: Muzium Diraja) که در کناره جالان ایستانا (بزرگراه ایستانا) قرار دارد در روزگاران قدیم، کاخ ملی و اقامتگاه سابق یانگ دی‌پرتوان آگونگ (پادشاه) مالزی بود. این کاخ در زمینی به مساحت ۱۳ جریب فرنگی (۵۰٬۰۰۰ مترمربع) در محوطه‌ای وسیع در سراشیبی تپه بوکیت پتالینگ واقع گردیده است که با چشم‌اندازی از رود کلانگ که در امتداد جالان سید پوترا (بزرگراه سید پوترا) جریان دارد همراه می‌باشد.
هنگامی که در سال ۲۰۱۱ ایستانا نگارا جدید به عنوان اقامتگاه رسمی پادشاه مالزی آماده گردید، اقامتگاه جدید جایگزین ایستانا نگارا قدیم گردید. در سال ۲۰۱۳ این مکان به موزه سلطنتی تبدیل گشت و از آن به ایستانا نگارا قدیم یاد می‌شود.